# Xavier Reckinger
Xavier Reckinger (Brussel, 20 december 1983) is een Belgisch hockeytrainer en voormalig hockeyer. 

## Levensloop
Reckinger is een master in de handelswetenschappen (Lessius Hogeschool). Hij werkte als vertegenwoordiger in de immobiliënsector en heeft tegenwoordig een eigen consultancybedrijf.

### Speler
Hij begon omstreeks zijn 7 jaar met hockey bij Herakles HC. Als 15-jarige (seizoen 1997-1998) kreeg hij bij deze club zijn eerste speelminuten bij de eerste ploeg. De Heraklieden pakte dat seizoen de landstitel, al speelde Reckinger geen seconde tijdens de play-offs. En jaar later maakte hij volwaardig deel uit van de spelerskern. Waar hij 4 seizoenen zou blijven.
In 2002 verliet hij na 12 jaar Herakles de Belgische competitie om een jaar in Nieuw-Zeeland te spelen. Na dit jaar in Oceanië keerde Reckinger terug naar Europa om bij het Nederlandse Oranje Zwart aan de slag te gaan. Met de Eindhovense club won hij in 2004 de Europa Cup II en een seizoen later de Nederlandse landstitel.
Vervolgens keerde hij terug naar België, alwaar hij aansloot bij het Brasschaatse KHC Dragons. Voor deze club zou hij vier seizoenen spelen. In deze periode werd hij zwaar geblesseerd en werd er gevreesd voor z'n hockeycarrière. Na een maandenlange revalidatie ruilde hij in 2009 De Dragons voor het ambitieuze Braxgata. De club die hij uiteindelijk in z'n laatste seizoen in Boom naar de play-offs loodste.
In 2016 keerde Reckinger uiteindelijk terug naar de club waar het allemaal begon; Herakles. Als een ultiem eresaluut aan het Belgische clubhockey bereikten Herakles en Reckinger de finale. Hoewel de Dragons te sterk waren voor Reckinger en co, scoorde hij in z'n afscheidswedstrijd nog een fenomenaal doelpunt. In november 2020 deed hij een (korte) comeback en depanneerde hij Herakles dat met een hoge blessurelast te kampen had. In het laatste kwart besliste hij via een strafcorner de wedstrijd tegen Antwerp.
Als speler maakte Reckinger de volledige opgang van het Belgische hockey mee. Hij speelde 328 interlands bij de Red Lions en nam met de nationale ploeg deel aan zes Europese kampioenschappen, twee wereldkampioenschappen en twee Olympische Spelen.

### Trainerscarrière
Tijdens zijn actieve spelerscarrière begon Reckinger al als coach. Zo werkte hij met de dames van Braxgata, SCHC en bij de Belgische hockeybond. Nadat Reckinger met de Belgische damesploeg U21 een knappe zesde plaatse pakte op het WK trok hij als assistent van Jamilon Mülders naar de Duitse nationale dames ploeg.
Toen Reckinger in juni 2017 afzwaaide als spelers kreeg hij meteen de kans om bij het Brusselse Racing hoofdcaoch te worden. Een job die hij combineerde met de Brusselse damesploeg en bij de Duitse nationale ploeg.
Toen Jamilon Mülders in het najaar van 2017 de Duitse ploeg verruilde voor de Chinese werd Reckinger aangesteld als bondcoach bij de dames.

## Palmares

### Als speler
- Landskampioen (2): 1998 (Herakles), 2004 (OZ)
- Europa Cup II (1): 2004 (OZ)

### Als coach
- Landskampioen (1): 2016 (Braxgata dames)